# 韋托河
韋托河（Weito River、Weyt'o Wenz或Tullaya River）是埃塞俄比亞的河流，位於南方各族州境內，從發源地 Guge Mountains 一直往南流，在座標4°49′58″N 36°58′4″E / 4.83278°N 36.96778°E的地方流入楚拜亥湖。韋托河是南方各族州和奧羅米亞州接壤邊界的一部分，支流包括薩甘河。